# 第30回ゴッサム・インディペンデント映画賞
第30回ゴッサム・インディペンデント映画賞は2020年の映画を対象とする映画賞で、2020年11月12日にノミネーションが発表され、2021年1月11日に受賞者が発表された。

## 受賞・ノミネート一覧
※受賞は太字。

### 作品賞
- 『The Assistant』
- 『ノマドランド』
- 『First Cow』
- 『レリック -遺物-』
- 『17歳の瞳に映る世界』

### 男優賞
- チャドウィック・ボーズマン - 『マ・レイニーのブラックボトム』
- ジェシー・プレモンス - 『もう終わりにしよう。』
- ジョン・マガロ - 『ファースト・カウ』
- リズ・アーメッド - 『サウンド・オブ・メタル 〜聞こえるということ〜』
- ジュード・ロウ - 『The Nest』

### 女優賞
- フランシス・マクドーマンド - 『ノマドランド』
- ジェシー・バックリー - 『もう終わりにしよう。』
- ニコール・ベハーリー - 『Miss Juneteenth』
- ユン・ヨジョン - 『ミナリ』
- キャリー・クーン - 『The Nest』

### 脚本賞
- ラダ・ブランク - 『40歳の解釈: ラダの場合』
- ジェームズ・モンタギュー（英語版）、クレイグ・W・サンダー - 『ヴァスト・オブ・ナイト』
- マイク・マコウスキー - 『バッド・エデュケーション』
- ケリー・ライヒャルト、ジョナサン・レイモンド - 『First Cow』
- ダン・サリット - 『Fourteen』

### 観客賞
- 『ノマドランド』

### ブレイクスルー監督賞
- ラダ・ブランク - 『40歳の解釈: ラダの場合』
- アンドリュー・パターソン - 『ヴァスト・オブ・ナイト』
- チャニング・ゴッドフリー・ピープルズ - 『Miss Juneteenth』
- カーロ・ミラベラ＝デイヴィス - 『Swallow/スワロウ』
- アレックス・トンプソン - 『Saint Frances』

### ブレイクスルー演技賞
- ジャスミン・バチェラー - 『The Surrogate』
- キングズリー・ベン＝アディル - 『あの夜、マイアミで』
- シドニー・フラニガン - 『17歳の瞳に映る世界』
- オリオン・リー - 『First Cow』
- ケイト・オサリヴァン - 『Saint Frances』

### 外国語映画賞
- 『バクラウ 地図から消された村』  ブラジル、 フランス
- 『Дылда』  ロシア
- 『息子の面影』  メキシコ、 スペイン
- 『マーティン・エデン』  イタリア、 フランス
- 『ウルフウォーカー』  フランス
- 『キューティーズ!』  フランス

### ドキュメンタリー映画賞
- 『ボストン市庁舎』
- 『父と子のタイムマシン』
- 『A Thousand Cuts』
- 『タイム』
- 『76 Days』

### ブレイクスルーシリーズ（長編）
- 『移民国家は語る』
- 『Pバレー: ストリッパーの道』
- 『アンオーソドックス』
- 『ウォッチメン』
- 『THE GREAT 〜エカチェリーナの時々真実の物語〜』

### ブレイクスルーシリーズ（短編）
- 『Betty』
- 『Dave』
- 『Work in Progress』
- 『Taste the Nation with Padma Lakshmi』
- 『I May Destroy You』

### トリビュート[3][4]
- ヴィオラ・デイヴィス
- チャドウィック・ボーズマン
- ライアン・マーフィー
- スティーヴ・マックイーン
- 『シカゴ7裁判』のキャスト